# Проблем филозофа за ручком
У информатици, проблем филозофа за ручком је веома често коришћен пример проблема у области конкурентног програмирања. Осмишљен је тако да илуструје проблеме синхронизације и технике за њихово решавање.
Проблем је први формулисао Едсгер Дајкстра 1965. године, а убрзо након тога му је Тони Хор дао садашњу формулацију.

## Опис проблема
Пет филозофа (Платон, Конфучије, Сократ, Волтер и Декарт) седи око округлог стола. Сваки филозоф проводи свој живот тако што наизменично размишља и једе. На средини стола је велика посуда са шпагетима. Пошто су шпагети дугачки и испреплетани, а филозофи нису веома спретни, морају да користе две виљушке када једу. Нажалост, постоји само пет виљушака, између свака два суседна филозофа по једна. Филозофи могу да дохвате само виљушку која је непосредно лево и непосредно десно од њих.

## Пример решења
Пример решења применом семафора у конкурентном Паскалу, код кога је мртво блокирање избегнуто идејом да процеси не извршавају критичне синхронизационе операције истим редоследом, односно да сваки филозоф када жели да једе узима прво непарну виљушку:
```
program
 
DiningPhilosophers
;

const
 
N
 
=
 
5
;

var
 
mutexfork
 
:
 
array
[
0
..
N
-
1
]
 
of
 
semaphore
;

    
i
 
:
 
integer
;

procedure
 
think
;
 

begin

//misli...

end
;

procedure
 
eat
;

begin

//jede...

end
;

procedure
 
Philosopher
(
i
 
:
 
0
..
N
-
1
)
;

var
 
first
,
 
second
 
:
 
0
..
N
-
1
;

begin

    
if
 
(
i
 
mod
 
2
 
=
 
1
)
 
then
 
begin

        
first
 
:=
 
i
;
 
//prva viljuska koju ce uzeti

        
second
 
:=
 
(
i
+
1
)
 
mod
 
N
 
//druga viljuska koju ce uzeti

    
end

    
else
 
begin

        
first
 
:=
 
(
i
+
1
)
 
mod
 
N
 
//prva viljuska koju ce uzeti

        
second
 
:=
 
i
 
//druga viljuska koji ce uzeti

    
end
;

    
while
 
(
true
)
 
do
 
begin

        
think
;

        
wait
(
mutexfork
[
first
])
;

        
wait
(
mutexfork
[
second
])
;

        
eat
;

        
signal
(
mutexfork
[
first
])
;

        
signal
(
mutexfork
[
second
])

    
end

end
;

begin

    
for
 
i
 
:=
 
0
 
to
 
N
-
1
 
do
 
init
(
mutexfork
[
i
]
,
 
1
)
;

    
cobegin

        
Philosopher
(
0
)
;

        
//...

        
Philosopher
(
N
-
1
)
;

    
coend

end
.

```

Поред овог постоје и бројне друге варијације решења. Једно од често коришћених је решење код ког се мртво блокирање спречава увођењем ограничења на број процеса који могу да приступају ресурсима (виљушкама). По том решењу максимално четири филозофа могу да затраже виљушке у исто време.